# آسیای مرکزی شوروی

آسیای میانی

آسیای مرکزی شوروی (انگلیسی: Soviet Central Asia) اشاره به قسمتی از آسیای مرکزی بود که تحت سلطه اتحاد جماهیر شوروی سوسیالیستی بود.